# محور جرجا - السلام
محور محمد سيد طنطاوي أو محور جرجا - دار السلام (سابقًا) هو محور في مدينة جرجا، سوهاج ويربط غرب النيل بشرق النيل.

## المواصفات
يتكون المحور من 4 جسور و 5 أنفاق ويبلغ طوله 10 كم وبعرض 21 مترا بنظام الاتجاهين وبكلفة 497.5 مليون جنيه مصري (31,903,008 دولار) ويربط طريق «القاهرة - أسوان» الزراعي شرق النيل وطريق سوهاج-البحر الأحمر، وطريق «القاهرة – أسوان» الزراعى غرب النيل. ويحتوي الجسر على فتحة ملاحية بطول 130 م تسمح بمرور جميع السفن والمراكب والبواخر السياحية في الاتجاهين.

## أهداف إنشاءه
يساهم المحور أيضا في ربط مدينة دار السلام شرق النيل بمدينة جرجا غرب النيل وربط مدن غرب النيل بطريق «الصعيد - البحر الأحمر» مما يوفر الوقت والجهد على السائقين ويدعم عمليات التبادل التجاري والنقل بين مراكز المحافظة الجنوبية والمحافظات المجاورة. ويخدم الكوبري ما يزيد عن مليون شخص من أهالى مدن «المنشأة، والعسيرات، وجرجا، والبلينا، ودار السلام».